# Dicranomyia medidorsalis
Dicranomyia medidorsalis là một loài ruồi trong họ Limoniidae. Chúng phân bố ở miền Cổ bắc.